# Ag2r La Mondiale/Saison 2018
Diese Liste beschreibt die Mannschaft und die Erfolge des Radsportteams ag2r La Mondiale in der Saison 2018.

## Erfolge in der UCI WorldTour
In der Saison 2018 gelangen dem Team nachstehende Erfolge in der UCI WorldTour.
| Datum        | Rennen                          | Sieger           |
| ------------ | ------------------------------- | ---------------- |
| 26. August   | Bretagne Classic – Ouest-France | Oliver Naesen    |
| 31. August   | 7. Etappe Vuelta a España       | Tony Gallopin    |
| 6. September | 12. Etappe Vuelta a España      | Alexandre Geniez |

## Erfolge in der UCI Europe Tour
In der Saison 2018 gelangen dem Team nachstehende Erfolge in der UCI Europe Tour.
| Datum                   | Rennen                                 | Kat. | Sieger            |
| ----------------------- | -------------------------------------- | ---- | ----------------- |
| 28. Januar              | Grand Prix d’Ouverture La Marseillaise | 1.1  | Alexandre Geniez  |
| 4. Februar              | 5. Etappe Étoile de Bessèges (EZF)     | 2.1  | Tony Gallopin     |
| 31. Januar – 4. Februar | Gesamtwertung Étoile de Bessèges       | 2.1  | Tony Gallopin     |
| 8. Februar              | Prolog Tour La Provence (EZF)          | 2.1  | Alexandre Geniez  |
| 8.–11. Februar          | Gesamtwertung Tour La Provence         | 2.1  | Alexandre Geniez  |
| 24. Februar             | Classic Sud Ardèche                    | 1.1  | Romain Bardet     |
| 30. März                | Route Adélie de Vitré                  | 1.1  | Silvan Dillier    |
| 15. Juni                | 2. Etappe Route d’Occitanie            | 2.1  | Clément Venturini |
| 6. Oktober              | Tour de Vendée                         | 1.1  | Nico Denz         |

## Erfolge in den Nationalen Straßen-Radsportmeisterschaften
In den Rennen der Nationalen Straßen-Radsportmeisterschaften 2018 konnte das Team nachstehende Titel erringen.
| Datum    | Rennen                                        | Fahrer             |
| -------- | --------------------------------------------- | ------------------ |
| 22. Juni | Litauische Meisterschaft – Einzelzeitfahren   | Gediminas Bagdonas |
| 24. Juni | Litauische Meisterschaft – Straßenrennen      | Gediminas Bagdonas |
| 28. Juni | Französische Meisterschaft – Einzelzeitfahren | Pierre Latour      |

## Mannschaft
| Teamkader 2018                            | Teamkader 2018     | Teamkader 2018 | Teamkader 2018                               |
| Name                                      | Geburtsdatum       | Land           | Vorheriges Team                              |
| ----------------------------------------- | ------------------ | -------------- | -------------------------------------------- |
| Gediminas Bagdonas                        | 26. Dezember 1985  | Litauen        | An Post-Sean Kelly (2012)                    |
| Jan Bakelants                             | 14. Februar 1986   | Belgien        | Omega Pharma-Quick Step (2014)               |
| Rudy Barbier                              | 18. Dezember 1992  | Frankreich     | Roubaix Métropole européenne de Lille (2016) |
| Romain Bardet                             | 9. November 1990   | Frankreich     | Chambéry CF (2011)                           |
| François Bidard                           | 19. März 1992      | Frankreich     | Chambéry CF (2015)                           |
| Mikaël Chérel                             | 17. März 1986      | Frankreich     | FDJ (2010)                                   |
| Clément Chevrier                          | 29. Juni 1992      | Frankreich     | IAM Cycling (2016)                           |
| Benoît Cosnefroy                          | 17. Oktober 1995   | Frankreich     | Chambéry CF (2017)                           |
| Nico Denz                                 | 15. Februar 1994   | Deutschland    | Chambéry CF (2015)                           |
| Silvan Dillier                            | 3. August 1990     | Schweiz        | BMC Racing Team (2017)                       |
| Axel Domont                               | 7. August 1990     | Frankreich     | Chambéry CF (2012)                           |
| Samuel Dumoulin                           | 20. August 1980    | Frankreich     | Cofidis, le Crédit en Ligne (2012)           |
| Hubert Dupont                             | 13. November 1980  | Frankreich     | RAGT Semences (2005)                         |
| Julien Duval                              | 27. Mai 1990       | Frankreich     | Armée de terre (2016)                        |
| Mathias Frank                             | 9. Dezember 1986   | Schweiz        | IAM Cycling (2016)                           |
| Tony Gallopin                             | 24. Mai 1988       | Frankreich     | Lotto-Soudal (2017)                          |
| Ben Gastauer                              | 14. November 1987  | Luxemburg      | Chambéry CF (2009)                           |
| Cyril Gautier                             | 26. September 1987 | Frankreich     | Team Europcar (2015)                         |
| Alexandre Geniez                          | 16. April 1988     | Frankreich     | FDJ (2016)                                   |
| Alexis Gougeard                           | 5. März 1993       | Frankreich     | USSA Pavilly Barentin (2013)                 |
| Quentin Jauregui                          | 22. April 1994     | Frankreich     | Roubaix Lille Métropole (2014)               |
| Pierre Latour                             | 12. Oktober 1993   | Frankreich     | Chambéry CF (2014)                           |
| Matteo Montaguti                          | 6. Januar 1984     | Italien        | De Rosa-Stac Plastic (2010)                  |
| Oliver Naesen                             | 16. September 1990 | Belgien        | IAM Cycling (2016)                           |
| Nans Peters                               | 12. März 1994      | Frankreich     | Chambéry CF (2016)                           |
| Stijn Vandenbergh                         | 25. April 1984     | Belgien        | Etixx-Quick Step (2016)                      |
| Clément Venturini                         | 16. Oktober 1993   | Frankreich     | Cofidis, Solutions Crédits (2017)            |
| Alexis Vuillermoz                         | 1. Juni 1988       | Frankreich     | Sojasun (2013)                               |
| Aurélien Paret-Peintre (1. Aug.–31. Dez.) | 27. Februar 1996   | Frankreich     | Chambéry CF (2018)                           |
|                                           |                    |                |                                              |
| Quellen: ProCyclingStats Cycling Quotient |                    |                |                                              |